# David Bélonie
David Bélonie, ur. 7 czerwca 1885 w Gignac (Lot), zm. 22 stycznia 1915 w Poissy – illegalistyczny anarchista, członek gangu Bonnota.

## Życiorys
Syn Marie Bélonie, urodził się w Gignac 7 czerwca 1885 r.. W wieku 12 lat stracił matkę, która była krawcową. Uczył się w szkole podstawowej w Gignac, a po uzyskaniu świadectwa jej ukończenia został umieszczony jako służący na farmie w Nespouls. W 1900 przeniósł się do Paryża, gdzie gościła go ciotka. Pracował jako posługacz w laboratorium a następnie w aptece. Uczył się języków obcych – hebrajskiego, niemieckiego, angielskiego, rosyjskiego. Czytał gazety rewolucyjne i brał udział w anarchistycznej propagandzie. Niepodlegający służbie wojskowej wyjechał do Szwajcarii w roku 1906, gdzie pracował jako student aptekarstwa i wstąpił do anarchistycznej grupy „Germinal”, w skład której weszli José Estívalis i Octave Guidu. W 1907 r. policja szwajcarska donosiła o nim jako „groźnym rewolucjoniście, zagorzałym zwolenniku propagandy czynem”. 22 września 1907 został wydalony z kantonu Genewa i wyjechał do Bazylei. Następnie przebywał w Belgii, gdzie był postrzegany jako anarchista, fałszerz, złodziej i sutener. Aresztowany w Brukseli za włóczęgostwo i noszenie fałszywych nazwisk. Po powrocie do Francji został aresztowany 20 listopada 1907 w Quiévrechain i przymusowo wcielony do wojska, odbył służbę wojskową w 109. pułku piechoty w Chaumont. W 1909 roku odbył sześciomiesięczny wyrok więzienia za niesubordynację. Zwolniony w 1911, przebywał w Londynie i bywał u anarchisty Estaguy, fałszerza. W 1911 poznał Julesa Bonnota i został jednym z członków gangu Bonnota.
Został aresztowany 11 marca 1912 w Rouen za współudział w kradzieży przez ukrycie posiadania papierów wartościowych odebranych posługaczowi skarbowemu przy rue Ordener (podczas pierwszego napadu z użyciem samochodu). Oskarżony o umyślne zabójstwo i kradzież został ostatecznie skazany przez sąd przysięgłych w Seine w dniu 28 lutego 1913 r. za współudział w okolicznościach łagodzących na cztery lata więzienia i dziesięć lat zakazu pobytu. Zmarł w Poissy 22 stycznia 1915.